# Dolno Golemantsi
Dolno Golemantsi (bulgariska: Долно Големанци) är ett distrikt i Bulgarien.   Det ligger i kommunen Obsjtina Chaskovo och regionen Chaskovo, i den centrala delen av landet, 210 km sydost om huvudstaden Sofia.
Trakten runt Dolno Golemantsi består till största delen av jordbruksmark. Runt Dolno Golemantsi är det ganska tätbefolkat, med 120 invånare per kvadratkilometer.